# بيرمودا في الألعاب الأولمبية
بيرمودا في الألعاب الأولمبية تقوم اللجنة الأولمبية البيرمودية بالإشراف في شؤون مشاركة بيرمودا في الألعاب الأولمبية، شاركت بيرمودا أول مرة في الألعاب الأولمبية في دورة 1936 في برلين في ألمانيا، وتمكنت من الفوز بميدالية برونزية واحدة كانت عن طريق كلارنس هيل في الملاكمة.
في الألعاب الأولمبية الشتوية شاركت بيرمودا 7 مرات أولها كانت في الألعاب الأولمبية الشتوية 1992 في ألبرتفيل في فرنسا ولم تفز بيرمودا بأي ميدالية أولمبية حتى الآن.